# Queso del Jura
El jura o queso del Jura es un queso suizo de la región de Franches-Montagnes, hecho de leche de vaca, de pasta prensada y cocida. 
Son madurados en bodegas rocosas durante al menos ocho meses. Si se almacena en un lugar fresco (6–8 °C) y se envuelve en un paño húmedo, durará mucho tiempo. Es de color amarillo dorado, tiene un sabor muy afrutado, es compacto y tiene muy pocos agujeros en la masa del queso. El contenido de grasa es del 48% en materia seca. Las hogazas se lavan con agua salada dos veces por semana, siguiendo la elaboración tradicional del queso, que crea una corteza natural.
Forma parte de la gran familia de los gruyères pero su reputación en el mercado siempre ha estado a la sombra del gruyère auténtico de la comarca de Friburgo.
Otro célebre queso del Jura es el Tête de Moine (‘cabeza de monje’), elaborado en la localidad de Bellelay.